# Klaus Bischoff
Klaus Bischoff est un joueur d'échecs allemand né le 9 juin 1961 à Ulm.
Au 1er octobre 2019, il est le 38e joueur allemand avec un classement Elo de 2 511 points.

## Biographie et carrière

### Tournois internationaux
En 1980, Klaus Bischoff finit cinquième du championnat du monde d'échecs junior remporté par Garry Kasparov devant Nigel Short.
Bischoff reçut le titre de grand maître international en 1990.
Il remporta les tournois de :
- Kecskemét 1988 ;
- Arosa 1996 ;
- Recklinghausen 1999 ;
- Bad Zwesten 2003 et 2005.

En 2000, il finit 1er-3e et troisième après départage du tournoi international de Essen en 2000 (deuxième mémorial Borowski).

### Champion d'Allemagne
En 1986, il finit deuxième ex æquo du championnat international de RFA remporté par John Nunn puis troisième du championnat allemand en 1989.
Dans les années 2000, il finit deuxième du championnat national en 2008 et troisième en 2009. 
Il remporta le championnat d'Allemagne en 2013 et 2015.

### Compétitions par équipe
Klaus Bischoff a joué dans l'équipe d'Allemagne lors de trois olympiades (en 1986, 1988 et 1990) et dans l'équipe de l'Allemagne réunifiée trois fois (en 2000, 2002 et 2004). Il a remporté une médaille d'argent par équipe lors de l'Olympiade d'échecs de 2000 à Istanbul.
Bischoff a participé à trois championnats d'Europe par équipe, remportant deux médailles de bronze par équipe (en 1989 et 2001) et deux médailles d'or individuelles (en 1989 et en 2001).
Il remporta la coupe d'Europe des clubs d'échecs 1991-1992 avec l'équipe du Bayern de Munich.